# Alvis TB 14
Alvis TB 14 är en bilmodell från Alvis som tillverkades mellan 1948 och 1950. Modellen tillverkades i endast 100 exemplar.